# Cyclophorus
Pour le synonyme Cyclophorus (Stephens, 1829), voir Necrodes (coléoptère).

Pour le synonyme Cyclophorus Desv., 1811, voir Pyrrosia (fougère).
Genre
Synonymes
- Cyclohelix Mörch, 1852
- Cyclophorus (Cricophorus) Kobelt & Möllendorff, 1897
- Cyclophorus (Cyclohelix) Mörch, 1852
- Cyclophorus (Cyclophorus) Montfort, 1810
- Cyclophorus (Glossostylus) Kobelt & Möllendorff, 1897
- Cyclophorus (Kobeltostylus) Egorov, 2006
- Cyclophorus (Salpingophorus) Kobelt & Möllendorff, 1897
- Litostylus Kobelt & Möllendorff, 1897

Cyclophorus est un genre de mollusques gastéropodes terrestres de la famille des Cyclophoridae, de la sous-famille des Cyclophorinae et de la tribu des Cyclophorini.

## Liste des espèces
- Cyclophorus altivagus Benson, 1854
- Cyclophorus borneensis Metcalf, 1859
- Cyclophorus dodrans Mabille, 1887
- Cyclophorus donghoiensis Thach & F. Huber, 2017
- Cyclophorus elegans Moellendorff, 1881
- Cyclophorus franzhuberi Thach, 2017
- Cyclophorus fulguratus (L. Pfeiffer, 1852)
- Cyclophorus haughtoni Theobald, 1858
- Cyclophorus horridulum (Morelet, 1882) (éteint)
- Cyclophorus huberi Thach, 2016
- Cyclophorus indicus (Deshayes, 1834)
- Cyclophorus involvulus (O.F. Müller, 1774)
- Cyclophorus jerdoni (Benson, 1851)
- Cyclophorus khongensis Thach & F. Huber, 2017
- Cyclophorus klobukowskii Morlet, 1885
- Cyclophorus nagaensis Godwin-Austen & Beddome, 1894
- Cyclophorus ngheanensis Thach & F. Huber, 2018
- Cyclophorus niahensis Godwin-Austen, 1889
- Cyclophorus nilagiricus (Benson, 1852)
- Cyclophorus perdix Broderip and Sowerby, 1829
- Cyclophorus pyrotrema Benson, 1854
- Cyclophorus semisulcatus Sowerby, 1843
- Cyclophorus siamensis Sowerby, 1850
- Cyclophorus stenomphalus (L. Pfeiffer, 1846)
- Cyclophorus stevenabbasorum Thach, 2016
- Cyclophorus stungtrengensis Thach & F. Huber, 2018
- Cyclophorus thakhekensis Thach & F. Huber, 2018
- Cyclophorus turgidus (Pfeiffer, 1851)
- Cyclophorus unicus Mabille, 1887
- Cyclophorus validum (G.B. Sowerby I, 1842)
- Cyclophorus volvulus (O. F. Müller, 1774)

Noms en synonymie
- Cyclophorus atomus Morelet, 1882: synonyme de Tornus atomus (Morelet, 1882)
- Cyclophorus convexiusculus (L. Pfeiffer, 1855): synonyme de Chondrocyclus convexiusculus (L. Pfeiffer, 1855)
- Cyclophorus cytora Gray, 1850: synonyme de Cytora cytora (Gray, 1850)
- Cyclophorus intermedius E. von Martens, 1897: synonyme de Maizania elatior (E. von Martens, 1892)
- Cyclophorus kibonotoensis D'Ailly, 1910: synonyme de Maizania hildebrandti kibonotoensis (D'Ailly, 1910)
- Cyclophorus leonensis Morelet, 1873: synonyme de Maizaniella leonensis (Morelet, 1873)
- Cyclophorus lilliputianus Morelet, 1873: synonyme de Maizaniella lilliputiana (Morelet, 1873)
- Cyclophorus minimus Melvill & Ponsonby, 1898: synonyme de Chondrocyclus isipingoensis (Sturany, 1898)
- Cyclophorus pinnulifer Benson, 1857: synonyme de Scabrina pinnulifer (Benson, 1857)
- Cyclophorus preussi E. von Martens, 1892: synonyme de Maizaniella preussi (E. von Martens, 1892)
- Cyclophorus salleanus E. von Martens, 1865: synonyme de Aperostoma mexicanum salleanum (E. von Martens, 1865)
- Cyclophorus underwoodi Da Costa, 1900: synonyme de Barbacyclus underwoodi (Da Costa, 1900)
- Cyclophorus upolensis Mousson, 1865: synonyme de Ostodes upolensis (Mousson, 1865)
- Cyclophorus vandellii Nobre, 1886: synonyme de Thomeomaizania vandellii (Nobre, 1886)
- Cyclophorus volkensi E. von Martens, 1895: synonyme de Maizania volkensi (E. von Martens, 1895)
- Cyclophorus wahlbergi (Benson, 1852): synonyme de Maizania wahlbergi (Benson, 1852)

Espèce fossile
- †Cyclophorus hangmonensis Raheem & Schneider in Raheem et al., 2017
- †Cyclophorus saturnus Pfeiffer, 1862 - Quaternaire de Thaïlande

## Liens externues
- (en) BioLib : Cyclophorus
- (fr + en) ITIS : Cyclophorus
- (en) NCBI : Cyclophorus (taxons inclus)
- (en) Paleobiology Database : Cyclophorus
- (en) WoRMS : Cyclophorus Montfort, 1810 (+ liste espèces)